# Самцхе-Саатабаго
41°38′20″ пн. ш. 42°59′10″ сх. д. / 41.638888888889° пн. ш. 42.986111111111° сх. д.

Прапор Самцхе-Саатабаго з Атласу Грузії Вахушті Багратіоні, бл. 1745

Самцхе-Саатабаго (Месхетинське атабегство) — найбільше за площею грузинське державне утворення XV—XVI століть. Столиця — Ахалціхе. Глава панівної династії Джакелі з середини XIV століття мав титул атабека. З початку XVI століття самцхійським правителям доводилось вести боротьбу з експансією Османської імперії. Територія держави неухильно скорочувалась, і з переходом під владу султана колишні грузинські області часто приймали іслам. Остаточно самцхійська державність була ліквідована султаном у 1620-х роках.

## Історія

### Передумови
За часів Грузинського царства Самцхе (Са-Мецхе, тобто Месхетією) керували еріставі з роду Мхаргрдзелі. Під час монгольської навали цариця Русудан втекла з Тбілісі до Кутаїсі, залишивши східну Грузію в руках атабега Авага Мхаргрдзелі та Егарслана Бакурцихелі, які уклали мир з монголами та погодилися платити їм данину. Єдиним грузинським знатним вельможею, який чинив опір, був Іване I Джакелі (мав володіння у долині річки Чорох), якого було перед тим призначено еріставі та спаласаром Самцхе. Останній боровся проти монголів до 1238 року. Втім набув загальної поваги, завдяки чому закріпився в Самцхе, зумівши зробити посаду атабега Самцхе спадковою в своєму роду. Цьому сприяло послаблення Грузинського царства.
1243 року Джакелі на нетривалий час захопили замки Бабраван, Вашлаван та Байбурт на сході Малої Азії. 1247 року вони підтримали антимонгольське повстання царя Давида VII. Але у середині 1260-х роках стають фактично незалежними, зберігаючи васалітет лише від держави Хулагуїдів.
Саргіс I Джакелі першим 1268 року прийняв титул мтаварі. Його син Бека I розширив володіння, водночас посиливши власний вплив у Трапезундській імперії, отримавши від імператора землі лазів. Успішно воював проти Ак-Коюнлу.

Самцхе у 1325 році

1334 року Кваркваре I Джакелі вимушен був підкоритися цареві Георгію V, що зміг об'єднати Грузинське царство. Натомість отримав титул атабега, що був другим після царя в ієрархії. Продовжив успішно воював проти Ак-Коюнлу, васалів Чобанідів, зумівши захопити Тао, Кларджеті, Кола та Олтісі (поблизу Ерзурума).
Між 1386 і 1402 роками Самцхе зазнало низки вторгнень чагатайських військ аміра Тимура, що головний удар спрямував проти центральних еріставств Грузинського царства. Незваючи на те, що Джакелі вимушені були визнати зверхність Тимура, але разом з тим вони знову стали фактично незалежними від грузинських царів. Але у 1414 році Самцхе знову підкорилося Грузії, разом з тим зазнало плюндрування з боку Кара-Коюнлу. З цього часу атабеги діяли спільно з царями Грузії проти Кара-Коюнлу.

### Утворення
Невдалі війни Грузинського царства проти Ак-Коюнлу призвело до послаблення першого, чим вирішив скористатися атабег Кваркваре II, що 1462 року повстав проти царя Георгія VIII, якого 1465 року після перемоги у битві біля озера Паравані захопив у полон. 1469 року офіційно оголосив про незалежність князівства, яке тепер в офіційних документах стало зватися Самцхе-Саатабаго. Разом з тим атабег у 1466, 1476–1477 та 1485 роках стикнувся з вторгненнями Ак-Коюнлу.
1479 року було укладено союз з Султан-Якубом, правителем Ак-Коюнлу, проти Османської імперії, що все більше становила загрозу. Але у 1480-х роках довелося вже знову боротися проти Ак-Коюнлу. 1490 року грузинський цар Костянтин II визнав Самцхе-Саатабаго незалежність.

### Боротьба з сусідами
1501 року Кайхосро I Джакелі долучився до союзу Імеретії та Картлі на підтримку Ісмаїла Сефевіда, що підняв повстання проти Ак-Коюнлу. Але атабег не встиг скористатися військовими успіхами, оскільки помер вже 1502 року. 1512 року новий атабег Мзечабук визнав зверхність Османської імперії, який допомагав у війні проти Персії, за що 1514 року отримав Чанеті й Аджарію, цим частково відновив колишню власність роду Джакелі.
За атабега Кваркваре III посилювався перський політичний, економічний і культурний вплив в князівстві, що спричинило невдоволення місцевої знаті та духовенства. Також це спричинило османське вторгнення, яке втім вдалося відбити. 1522 року було укладено союз з Картлі. Але 1534 року стикнувся з вторгнення військ Імеретії, Картлі та Гурії. У вирішальній битві біля Мурджахеті атабег зазнав поразки, а його володіння розділили переможці.
1545 року за допомогою османських військ Джакелі відновили владу в Самцхе. Але атабегу Кайхосро II довелося визнати зверхність Османів. В наступні роки воював проти Імеретії та Картлі. У 1550 і 1553 роках турки відняли Тао і Артануджі в Самцхе, приєднавши їх до Ерзурумського еялету. У відповідь перейшов на бік Персії. За умовами Амасинського миру втратив Кларджеті, а Самцхе було визнано сферою впливу Персії. 1561 року турки відторгнули від атабегства Аджарію.
1578 року з початком чергової османо-сефевідської війни Самцхе визнає зверхність Османської імперії. У 1579 році за наказом султана Мурада III Самцхе було перетворено на Чилдирське бейлербейство, а атабега Кваркваре IV було призначено християнським правителем його. 1582 року повстав Манучар II, що боровся проти османських військ до 1588 року. За Стамбульською угодою 1590 року Самцхе відійшло до Османської імперії. Почалося переслідування християн, знищення християнських церков та монастирів та будівництво мечетей. Місцеве населення було обкладено тяжкими податками. Селяни масово залишали села. Повністю спорожніло близько 300 сіл.
На нетривалий час відродив самостійність Самцхе Манучар III, що намагався маневрувати між Османами і Сефевідами. Втім нічого не міг протидіяти процесу заселення кизилбашами Ахалчих з околицями. Втім георгія Саакадзе, що повстав в Картлі, переміг персів у Аспиндзькій битві, що змусило кизилбашів кинути Манучара III на призволяще. Останній вимушен був визнати владу Османської імперії. Але зрештою 1625 року його стрийко Сафар захопив трон. Рішення османського дивана окремій статус Самцхе було ліквідовано, воно оостаточно було перетворено на Чилдирський еялет на чолі із пашою. 1639 року угодою між Османами і Сефевідами Самцхе було закріплено за першими. Частина мешканців колишньої Самцхе стали потурнаками, інші (невеличка частка) навернулася до католицтва, оскільки турки католиків менш переслідували аніж православних.

## Територия
Самцхе-Саатабаго займало територію сучасних частин Самцхе-Джавахетія та Аджарія, а також Тао-Кларджеті.

## Устрій
На чолі спочатку стояв мтаварі, а потім атабег, що мав повноту політичної, законодавчої, військової та судової влади. Провідні посади Грузинськогоц арства, а саме мцигнобартухуцесі (також використовувався термін візир), мандатурт-ухуцесі (верховний розпорядник), мсахурт-ухуцесі (на кшталт мажордому),  мечурчлет-ухуцесі (головний скарбник), збереглися за часів атабегства.
1590 року після захоплення атабегства Османами розділено на 8 лів: Ардахан, Олту, Ардануч, Хартуш, Хаджрек, Махджил, Постху, Іжарек Пенбек, до яких входило 1160 сіл.

## Суспільство
Існувало фактично 3 основні стани: феодали на чолі із атабегом, церковні ієрархи та селяни. Посилювалося кріпацтво. Феодали поділялися на дідебулі (великих феодалів) та азнаурі. Правове становище людини виражалося у розмірі плати «за кров» - «сісхлі».
Загалом нараховувалося в різні часи від 10 до 12 родів дідебулі. Наймогутнішими дідебулі були представлено родами Шалікашвілі, Діасамідзе, Аматакієшвілі. Правове становище та знатність дідебулі визначалися розміром їхньої мамулі (маєтності). Сісхлі дідебулі визначається в 40 тис. тетрі. З XVI ст. дідебулі також стали зватися таваді.
Азнаурі поділялися: на почесних, середніх та нижчих. Почесний азнаурі мав свій маєток, палац, фортецю та монастир. Його життя оцінювалося у 20 тисяч тетрі. Якщо економічне становище азнаурі погіршувалося і він втрачав частину своїх володінь, фортецю чи монастир, два покоління його нащадків зберігали у себе соціальний статус. Але якщо й у третьому поколінні становище «почесного» азнаурі не покращувалося, то він переходив у розряд «середніх» азнаурів, життя яких оцінювалося в 12 тисяч тетрі. До «низчих» азнаурів відносили власники дрібних земельних володінь. Якщо третьому поколінні «нижчий» азнаурі не поліпшував свого економічного становища, він взагалі втрачав звання азнаурі й переходив у статус мсахурі.
Держава намагалася поліпшити становище азнаурів: наскільки можна роздавало їм землі, збільшувало число царських і церковних азнаурів, висувала азнаурів нові посади. За Судебником Бека-Аґбуґи феодал мав право повернути селянина-втікача, якщо шукав його протягом тридцяти років, а якщо ні – то протягом семи років.
Правове і економічне становище мсахурі (слуг) погіршилося у порівнянні з часами Грузинського царства. Якщо мсахурі прислужував азнауру, його життя коштувало 12 тисяч тетри (тобто за його вбивство винний платив цю суму). Якщо мсахурі служив азнауру, але не обіймав посади, його життя оцінювалася в 6 тисяч тетрі. Життя простого мсахурі коштувало 1000 тетрі, а кріпака (кма-глехі) – 400 тетрі. Мсахурі і селянин могли мати кріпака, але за законодавством мсахурі мав це право, а селянин – ні.
Купецький прошарок був неоднорідним. Життя «почесного купця» коштувало 12 тисяч тетрі, а простого – 6 тисяч тетрі.
1590 року під час захоплення Самцхе Османською імперією було впроваджено турецьку систему землеволодіння. Землею могли володіти грузинські феодали, які прийняли мусульманство і перебували на службі у султана.

## Право
Для більш вправного керування та уніфікації законодавства Бека I у 1290-х роках видав правовий кодекс — «Книга всіх гріхів законніших людей». Аґбуґа I у 1390-х роках розширив законодавство часів Бека I, яке отримала назву «Закони Аґбуґи», невдовзі — «Закони (Судебник) Бека-Аґбуґи». Церковне право мало великий вплив на норми шлюбно-сімейного та спадкового права. Заповіт набирав чинності лише після його затвердження церковною владою. Норми кримінального права перебували під суттєвим впливом канонічного права.
Правосуддя здійснювали атабег та ацкурський єпископ. Суди були правозастосовними й правотворчими органами. Існували третейські суди (бче).

## Церковні справи
У 1410 році атабег Іване II планував створити самостійну православну церкву Месхетії, але наштовхнувся на спротив місцевого духовенства на чолі із Ацкурським єпископом Герасимом Мацкверелі, яке стало на бік Мцхетського католікосат-патріархату. 1466 року нову спробу створити Месхетинську православну церкву — незалежну від Мцхетського патріархату здіснив Кваркваре II, проте зазнав невдачі через спротив місцевих єпископів під орудою Іване Кумурдоєлі Ласурісдзе. Третю спробу створити незалежну церкву Месхетії у 1510-х роках здійснив атабег Мзечабук, домігшись 1512 року від антіохійського патріарха Дорофея II автокефалії для Ацкурського єпископства  і владу над 12 іншими єпископами Самцхе. Але вже наступні атабеги у 1550-х роках відмовилися від підтримки автокефації й Месхетинська церква знову стала підпорядковуаатися Мцхетському католикосу.
Атабеги регулярно відправляли милостиню на Православний Схід - до Єрусалиму, на Сінай, до Антіохії. Це було для них, по-перше, демонстрацією свого статусу, уподібненням іншим православним государям, які сприяли християнським святиням, а по-друге — знайти симпатії близькосхідних церковних ієрархів, спиратися
на них у протистоянні з Мцхетою. На замовлення Кайхосро I відомий переписник Єфрем, диякон Синайського монастиря Св.Катерини, У 1477—1478 роках переписав арабський рукопис Четвероєва́нгеліє (тепер зберігається у монастиря Св.Катерини).

## Економіка
Основу становили сільське господарство та скотарство. Вирощували пшеницю, ячмінь, розвинено було городництво. Використовувалася монета «георгаулі тетрі» (срібна грузинська монета).

## Культура
Самцхійські атабеки проводили значну будівельну діяльність, користуючись тим, що їхня держава була економічно заможнішою за інші грузинські держави. Перше за все це відноситься до Ацкурського собору У XV ст. було споруджено церкви св. Сабби в Сапар і церкви Зарзма, Чуле, Бієті.. Крім того в церкві монастиря Зарзми представлено портрети атабегів з роду Джакелі та провідних таваді й церквоних діячів. Є прикладом місцевого живопису. Фортеці Рабат (захищала столицю), Тмоґві (центр володінь Шалікашвілі), Хертвісі є яскравим прикладом місцевих укріплень.

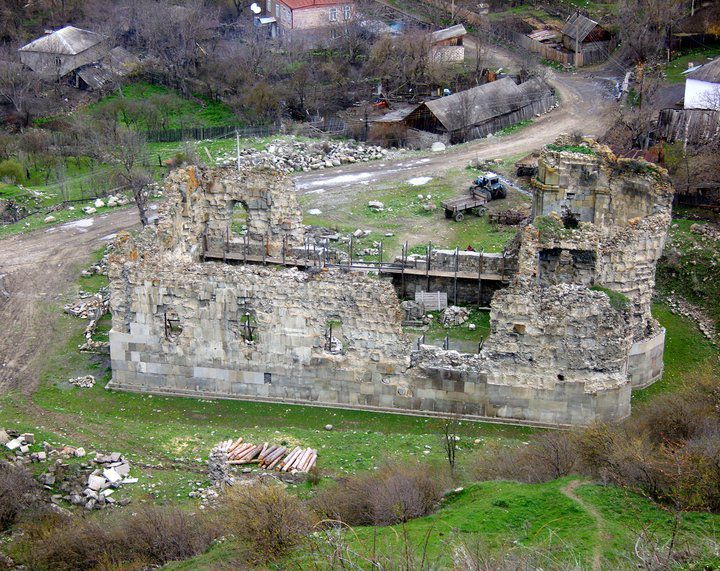
Руїни Ацкурського собору
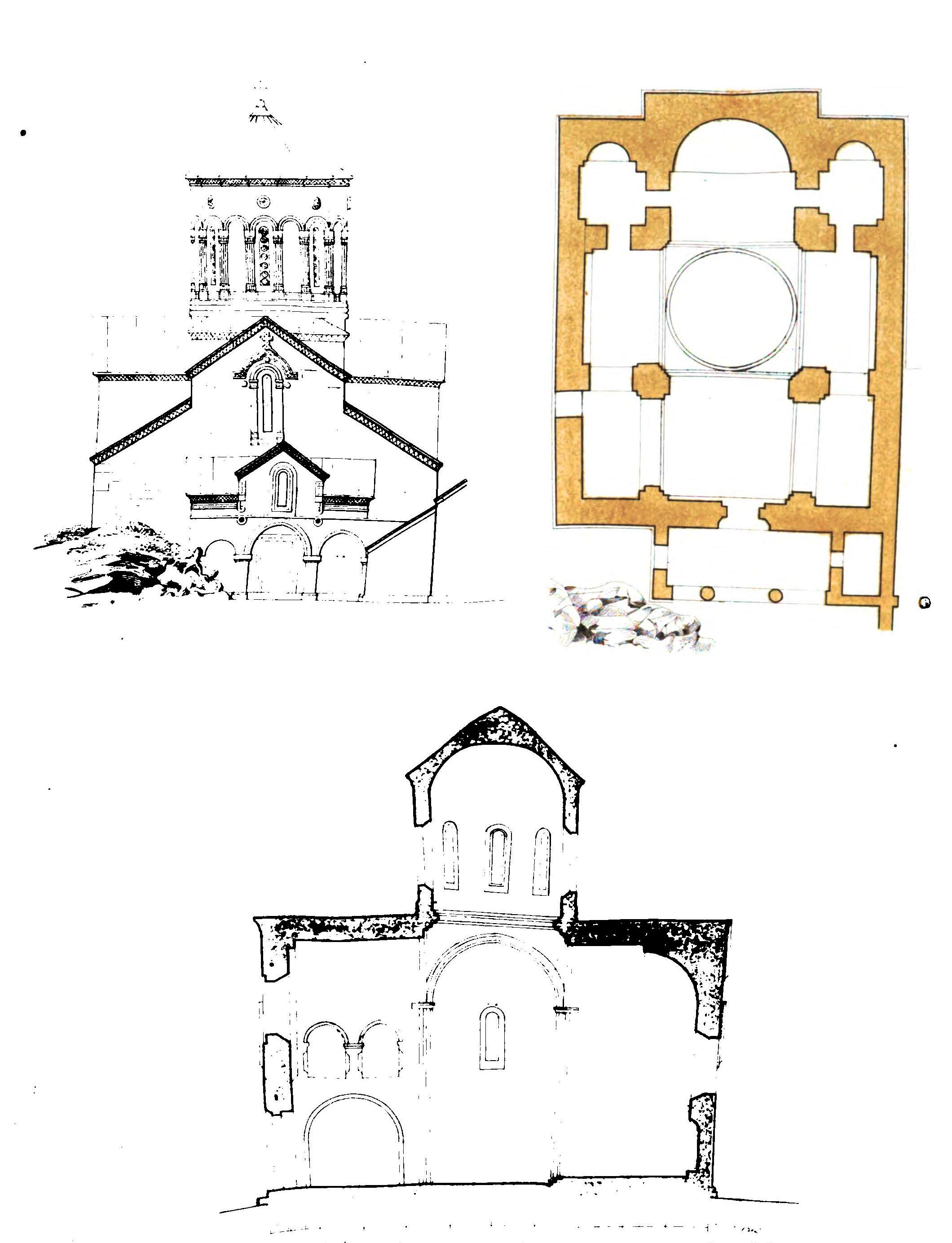
План церкви Св.Сабби у монастирі Сапар
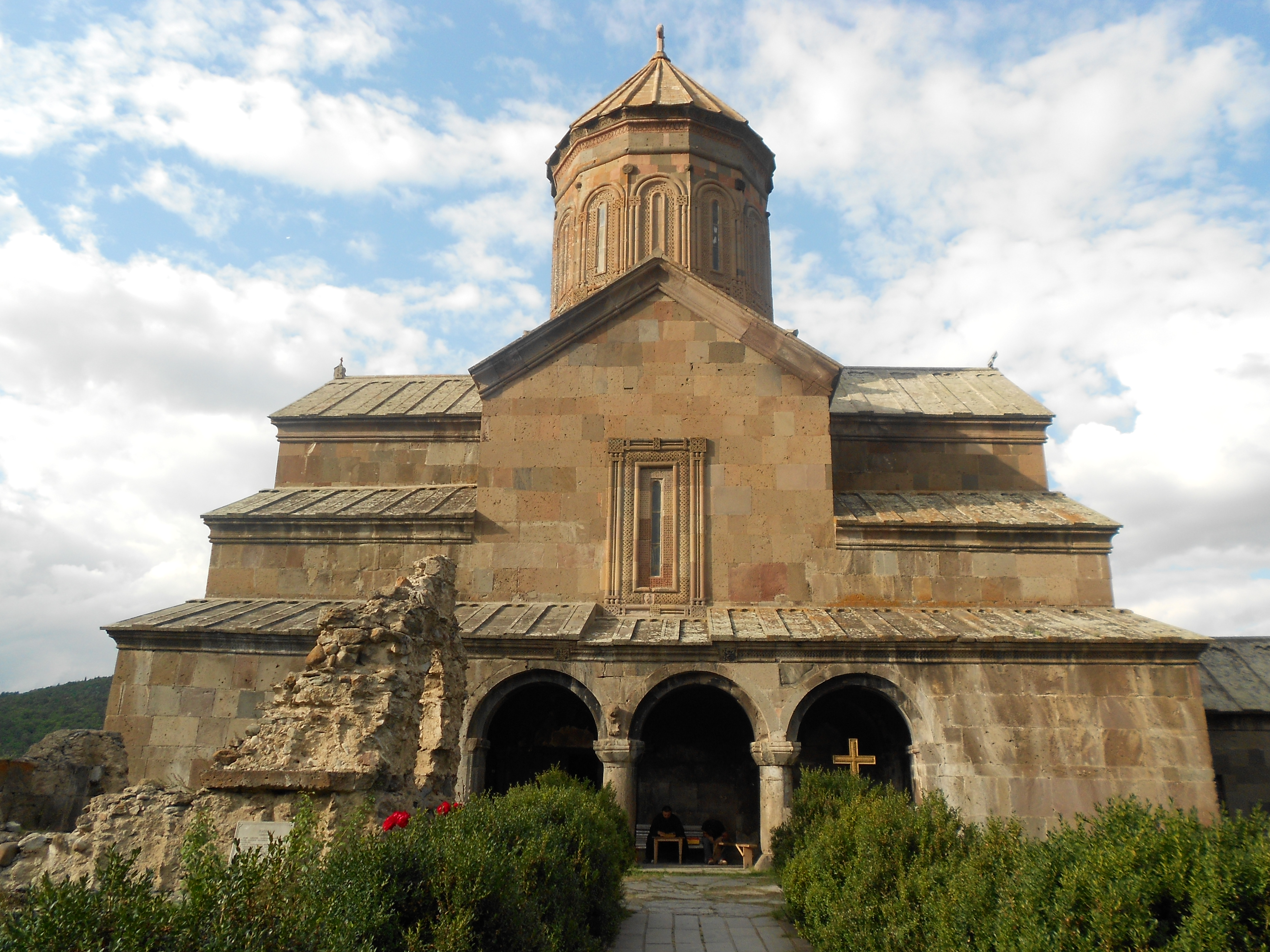
церква монастиря Зарзма
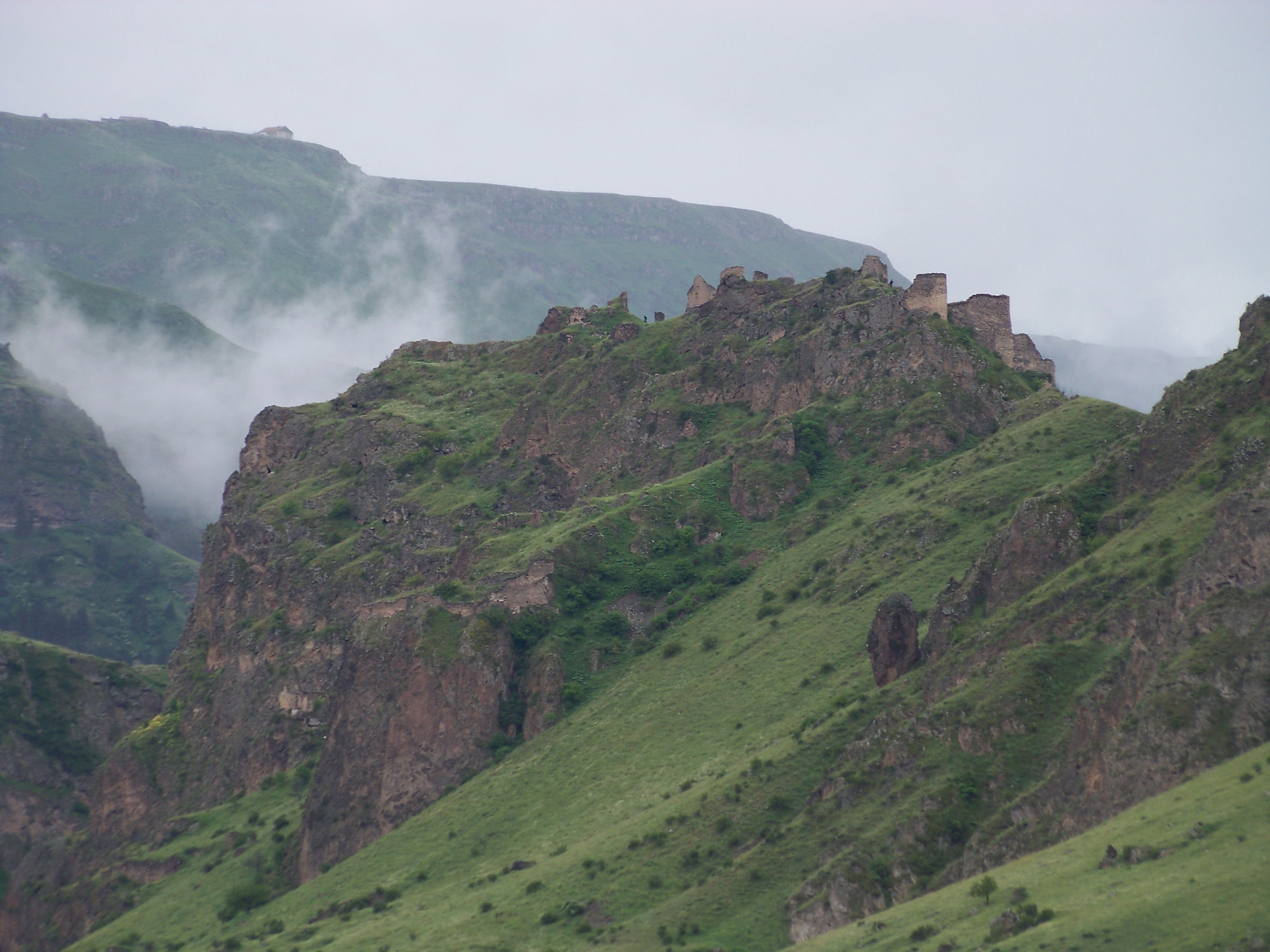
Руїни фортеці Тмоґві